# 태웅 (기업)
주식회사 태웅은 대한민국의 금속 단조 제품 제조업체이다. 자유형 단조품, 인고트, 라운드 블룸 등을 제조 및 판매한다. 본사는 부산광역시 강서구 송정동 녹산국가산업단지에 있다.

## 역사
- 1981년 5월 태웅단조공업사로 설립(부산 삼락동)
- 1984년 5월 확장 이전(부산 엄궁동)
- 1987년 6월 태웅단조공업 주식회사로 법인 전환
- 1989년 8월 주식회사 태웅으로 사명 변경
- 1991년 7월 확장 이전(부산 다대동)
- 2001년 8월 녹산공장 준공(현 위치)
- 2001년 11월 코스닥 상장